# Orde van Pratap Bhaskar
De Orde van Pratap Bhaskar ook wel "De Nepalese Decoratie van Eer" of "Nepal Pratap Bhaksar" genoemd werd in 1966 ingesteld en
was in de tijd van de monarchie een van de ridderorden van het Koninkrijk Nepal. De orde werd na de val van de koning afgeschaft. Koningin Juliana der Nederlanden was Grootkruis in de Orde van Pratap Bhaskar.